# San Rafael (Tucupita)
Pour les articles homonymes, voir San Rafael.
San Rafael est l'une des huit paroisses civiles de la municipalité de Tucupita dans l'État de Delta Amacuro au Venezuela. Sa capitale est San Rafael.

## Géographie

### Démographie
Hormis sa capitale San Rafael qui constitue de facto l'extension septentrionale de la capitale de l'État Tucupita, la paroisse civile possède plusieurs localités dont :
- Ceiba Mocha
- Clavellina
- La Florida
- San Rafael

## Personnalités liées
- Yelitze Santaella, femme politique, ministre, née à Clavellina en 1960.